# Лернер Ісай Петрович
Ле́рнер Іса́й Петро́вич (27 травня 1911, Бельці, Румунія — 1 листопада 1976, Київ) — український терапевт, професор, доктор медичних наук.
У 1958–1961 роках — завідувач кафедри терапії-2 Київського інституту удосконалення лікарів.

## Життєпис

### Родина
В родині було 6 дітей. Старша дівчинка померла в ранньому віці. Потім йшов Ісай Петрович, наступний — його брат Борис (був музикантом. Грав на різних музичних інструментах, був саксофоністом в оркестрі Петра Лещенка), потім дівчата-близнюки — Біанка та Матільда. Батько Ісая Петровича — Петро був управляючим млином. Мати — Марія — була неписьменна і займалася вихованням дітей.

### Освіта
Родина не була заможною, навіть бідною, і, коли Ісай Петрович вирішив продовжувати навчання в столиці Румунії Бухаресті, його бабуся дала йому найдорожче, що мала їх родина, кілька ложок і виделок із срібла, щоб він міг почати навчання на медичному факультеті Бухарестського Університету. Він був прийнятий до Університету без іспитів. На той час без іспитів приймали дітей лікарів та за конкурсом атестатів. Він закінчив гімназію як учень № 1.
Як потім розповідав Ісай Петрович, в комісії був присутній священик, який прочитавши його твір на латинський мові, сказав йому, що він не просто Ісай, але Ісай Мудрий.

## Наукова діяльність
Займався питаннями клінічної алергології.
У 60-70 роки ХХ століття Ісай Петрович Лернер став провідним українським вченим-терапевтом, на консультацію до якого намагалися потрапити ті, хто розчарувався у допомозі інших лікарів.
Ісай Петрович Ісай Лернер був чудовим діагностом, завдяки лікарському таланту якого тисячі його пацієнтів отримали можливість видужати і продовжити своє повноцінне життя.
У 1970-х роках був одним з ініціаторів створення Київського алергологічного центру.
Виховав низку відомих науковців, серед яких, зокрема, доктор медичних наук Селім Ялкут.
«Вважаю, що дуже пощастило з вибором професії і особистістю Вчителя — професора Ісая Петровича Лернера. Взагалі, щастило і щастить на хороших людей». Ялкут Селім Ісаакович (1941 р.н.) — доктор медичних наук.

## Нагороди
Ісай Петрович Лернер нагороджений Грамотою Президії Верховної Ради Казахстанської РСР та трьома медалями: « За оборону Кавказу», «За перемогу над Німеччиною» та «За доблесний труд».

## Особисте життя

### Дружба з письменниками
За декілька місяців до смерті Ісая Петровича Лернера, у 1976 році, в журналі «Радуга»  були надруковані невеличкі розповіді з його медичної практики — «Радуга»  № 10,1976 (за 2 тижні до його смерті) та «Радуга» № 12,1978 (через 2 роки після смерті). Розповіді вийшли з передмовою поета Леоніда Вишеславського. Написання цих розповідей було надихане як раз письменниками та журналістами, з якими він товаришував в Ірпені. Під час багатьох прогулянок і розмов, коли він розповідав про цікаві, сумні або кумедні епізоди з свого життя, ці люди настійно рекомендували батькові покласти ці історії на папір.
Серед цих письменників були Леонід Вишеславський, Зіновій Біленко, Микола Дорізо, Арсен Каспрук та Абрам Кацнельсон. Ісай Петрович Лернер був  консультантом у поліклініці Літфонду і знав та, звичайно, лікував багатьох письменників. Його викликали до хворого коли, як він сам говорив, вже « чорт ногу зламав». Це було у випадках з хворобою М. Т. Рильського, Ю. П. Дольд-Михайлика та інших. Він лікував В. М. Собка, Н. С. Рибака, О. Є. Корнійчука та ін.
Родину Ісая Лернера зв'язувала міцна дружба з Юрієм Петровичем Ткаченком та його дружиною Галиною Маркіянівною.  Вони  зустрічалися майже кожен тиждень, а іноді навіть частіше.